# Moonlight (phim 2016)
Moonlight (Ánh trăng) là một bộ phim chính kịch Hoa Kỳ năm 2016, do Barry Jenkins đạo diễn, dựa trên kịch bản In Moonlight Black Boys Look Blue của Tarell Alvin McCraney. Phim có diễn xuất của Trevante Rhodes, André Holland, Janelle Monáe, Ashton Sanders, Naomie Harris và Mahershala Ali.
Phim thể hiện 3 giai đoạn trong cuộc đời của nhân vật chính, khám phá những khó khăn mà nhân vật này phải đối mặt về bản dạng giới và bạo hành thể xác. Ghi hình tại Miami, Florida vào năm 2015, Moonlight trình chiếu tại Liên hoan phim Telluride vào ngày 2 tháng 9 năm 2016. Phim do A24 phân phối, phát hành tại Hoa Kỳ vào ngày 21 tháng 10 năm 2016, thu về 27 triệu đô-la Mỹ trên toàn cầu.
Moonlight được khen ngợi chuyên môn rộng rãi từ khi phát hành. Tại giải Quả cầu vàng lần thứ 74, phim thắng giải "Phim chính kịch hay nhất" và giành đề cử trong 5 hạng mục khác. Phim giành thêm 5 đề cử giải Oscar tại mùa giải thứ 89, chiến thắng hạng mục "Phim hay nhất", "Nam diễn viên phụ xuất sắc nhất" (Ali) và "Kịch bản chuyển thể xuất sắc nhất".
Moonlight là bộ phim đầu tiên với toàn bộ dàn diễn viên là người da màu, là phim LGBT đầu tiên và phim có doanh thu nội địa thấp thứ hai (sau The Hurt Locker) thắng giải Oscar cho "Phim hay nhất". Nhà biên tập của phim, Joi McMillon trở thành người phụ nữ da màu đầu tiên giành đề cử Oscar cho biên tập (bên cạnh đồng nghiệp Nat Sanders) và Ali là người Hồi giáo đầu tiên thắng giải Ocar dành cho diễn xuất.

## Diễn viên
- Chiron, nhân vật chính
  - Trevante Rhodes vai Chiron khi đã lớn / "Black"
  - Ashton Sanders vai Chiron khi mới lớn
  - Alex Hibbert vai Chiron khi còn nhỏ / "Little"
- Kevin, bạn thân nhân của Chiron
  - André Holland vai Kevin khi đã lớn
  - Jharrel Jerome vai Kevin khi mới lớn
  - Jaden Piner vai Kevin khi còn nhỏ
- Naomie Harris vai Paula
- Janelle Monáe vai Teresa
- Mahershala Ali vai Juan
- Patrick Decile vai Terrel